# Shīn
Pour les articles homonymes, voir Shin.
Shīn (en arabe شِين, šīn ou shīn, ou simplement ﺵ) est la 13e lettre de l'alphabet arabe.
+]
Sa valeur numérique dans la numération abjad est 300 dans sa variante orientale et 1000 dans sa variante occidentale (au Maghreb).
Son caractère Unicode est 0634.